# Charles-Gustave Kuhn

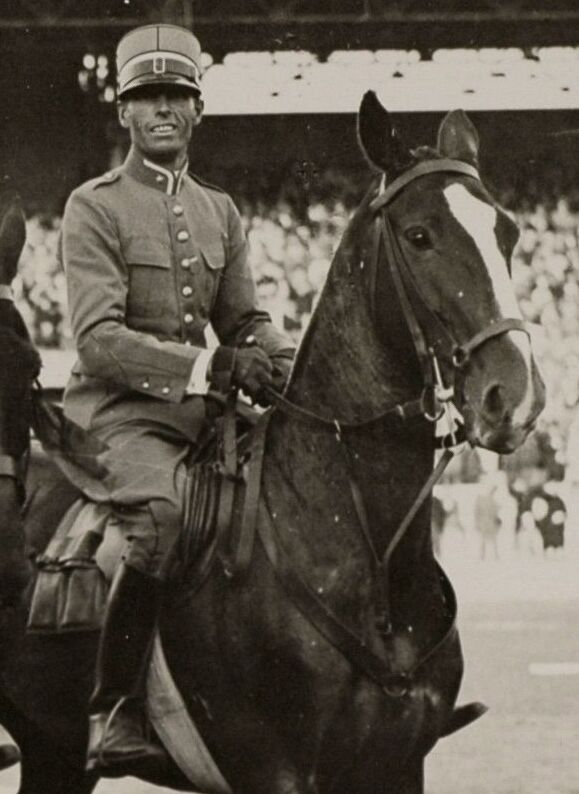
Charles-Gustave Kuhn (1928)

Charles-Gustave Kuhn (* 28. April 1889; † 18. Dezember 1952 in Zürich) war ein Schweizer Springreiter und Teilnehmer bei den Olympischen Sommerspielen 1928.
Bühler nahm 1928 bei den Olympischen Spielen in der Einzelwertung teil und kam mit dem Pferd Pepita auf den dritten Platz.